# Teufenbachweiher
Teufenbachweiher är en sjö i Schweiz.   Den ligger i kantonen Zürich, i den centrala delen av landet, 90 km öster om huvudstaden Bern. Teufenbachweiher ligger 683 meter över havet.
Omgivningarna runt Teufenbachweiher är en mosaik av jordbruksmark och naturlig växtlighet. Runt Teufenbachweiher är det ganska tätbefolkat, med 155 invånare per kvadratkilometer.